# Streblomastix
Streblomastix es un protista simbiótico que vive en el estómago de las termitas y otros insectos y que, junto a otros protistas, les ayudan a digerir la madera. El organismo tiene forma de pala, con el estómago en la parte posterior y los flagelos en el extremo anterior. Mide unos 100 μm de longitud y se mueve batiendo sus flagelos.